# Mare Tranquillitatis pit
Als Mare Tranquillitatis pit (deutsch Mare-Tranquillitatis-Grube) wird eine elliptische Öffnung auf der Mondoberfläche im Mare Tranquillitatis, etwa 400 Kilometer vom Landeplatz der Apollo 11 entfernt, bezeichnet. Die Grube wurde durch eine Lavaröhre gebildet und ist derzeit die tiefste bekannte Mondgrube mit einem Radius von mindestens 100 Metern (328 Fuß). Diese Mondformation ist bemerkenswert, da es die erste nachgewiesene Mondhöhle jenseits theoretischer Modelle ist, und als direkter Beweis für die Existenz einer natürlichen Schutzumgebung auf dem Mond dient, die potenziell als Mondbasis genutzt werden könnte.

## Beschreibung
Die Grube befindet sich bei 8,3355°N, 33,222°E auf der Mondoberfläche. Radarbilder zeigten, dass der Trichter der Grube etwa 20 Meter tief ist, während der innere Schacht eine Tiefe von ungefähr 105 Metern hat. Der Durchmesser des Trichters beträgt zwischen 140 und 146 Metern, während der Durchmesser des inneren Schachts zwischen 88 und 100 Metern liegt. Die Wände der Grube waren bis in eine Tiefe von etwa 80 Metern sichtbar. Radaraufnahmen zeigten, dass ein hohler Raum den gesamten Umfang der Grube in einer Tiefe von etwa 40 Metern unter der Mondoberfläche umgibt.
Der Boden der Grube unter ihrer östlichen Seite fällt in einem Winkel zwischen 10° und 20° auf eine Tiefe von mindestens 135 Metern ab. Der restliche Boden direkt unter der Öffnung der Grube ist flach und mit Felsbrocken bedeckt, darunter zwei Felsbrocken von 8 bis 10 Metern Größe, die sich im südwestlichen Teil des Grubenbodens befinden. Die Grube hat überhängende Wände an der nördlichen, östlichen und westlichen Seite, die sich mindestens 10 bis 15 Meter nach außen erstrecken. Auf den Aufnahmen wurden keine bedeutenden Merkmale auf der Oberfläche in der Nähe der Grube festgestellt.

### Höhlensystem
Aktuelle Radaranalysen zeigen, dass die Mare Tranquillitatis-Grube eine elliptisch geformte Oberlichteröffnung ist. Die Untersuchungen ergaben, dass der Boden der Grube über die Öffnung hinaus mindestens einige Dutzend Meter unterirdisch verläuft, was möglicherweise auf das Vorhandensein eines Höhlenkanals hindeutet. Die Untersuchungen der Höhle auf Basis von Radardaten schätzen, dass die Größe des unterirdischen Abschnitts mindestens 40 Meter breit ist und sich nach Westen erstreckt. Die Grube entstand durch den Einsturz einer Lavaröhre. Es ist noch nicht geklärt, ob die Merkmale der Grube mit anderen Mondgruben verbunden sind.

## Forschung
Die Grube wurde erstmals 2009 von SELENE-Orbiterkameras entdeckt. Radarstudien, die von einem astronomischen Forschungsteam unter der Leitung der Professoren Leonardo Carrer und Lorenzo Bruzzone von der Universität Trient durchgeführt und am 15. Juni 2024 veröffentlicht wurden, verwendeten Radarbilder des NASA Lunar Reconnaissance Orbiter, um die Form und Struktur der Grube und der damit verbundenen Merkmale zu bestimmen.

### Potenzieller Standort für eine Mondbasis
Die Forscher stellten fest, dass der zusätzliche unterirdische Raum, der mit der Grube verbunden ist, sie zu einem potenziellen Standort für eine zukünftige Mondbasis machen könnte, da die Höhle Schutz vor der langen Exposition gegenüber der Oberflächenumgebung bietet, einschließlich Sonnenstrahlung, kosmischer Strahlung und Mikrometeoriteneinschlägen. Sie vermuteten auch, dass es dort einfacher wäre, eine Mondbasis zu errichten und zu unterhalten, als eine auf der Oberfläche zu bauen, auch wenn die Notwendigkeit besteht, die Wände des Kanals zu sichern, um deren Einsturz zu verhindern. Die Mondbasis in der Grube könnte es Astronauten ermöglichen, längere Mondmissionen durchzuführen.

## Referenzen
1. ↑  PIA13518: New Views of Lunar Pits. In: nasa.gov. 14. September 2010, abgerufen am 21. Juli 2024 (englisch).
2. 1 2 3 4  Leonardo Carrer, Riccardo Pozzobon, Francesco Sauro, Davide Castelletti, Gerald Wesley Patterson, Lorenzo Bruzzone: Radar evidence of an accessible cave conduit on the Moon below the Mare Tranquillitatis pit. In: Nature Astronomy. 15. Juli 2024, ISSN 2397-3366, S. 1–8, doi:10.1038/s41550-024-02302-y (englisch, nature.com).
3. ↑  Georgina Rannard: Moon cave discovered that could one day house humans. In: BBC. 15. Juli 2024, abgerufen am 17. Juli 2024 (britisches Englisch).
4. ↑  Cave entrance discovered on the Moon could be a lunar base. In: Cosmos. 16. Juli 2024, abgerufen am 17. Juli 2024 (australisches Englisch).
5. 1 2 3 4  Krystal Nurse: Moon caves? New discovery offers possible shelter for future explorers. In: USA TODAY. Abgerufen am 16. Juli 2024 (amerikanisches Englisch).
6. 1 2  Pits | Lunar Reconnaissance Orbiter Camera. In: www.lroc.asu.edu. Abgerufen am 16. Juli 2024 (englisch).
7. 1 2  A cave on the moon is confirmed, and scientists suspect hundreds more like it could house future explorers. In: AP News. 15. Juli 2024, abgerufen am 16. Juli 2024 (englisch).
8. ↑  Junichi Haruyama, Kazuyuki Hioki, Motomaro Shirao, Tomokatsu Morota, Harald Hiesinger, Carolyn H. van der Bogert, Hideaki Miyamoto, Akira Iwasaki, Yasuhiro Yokota, Makiko Ohtake, Tsuneo Matsunaga, Seiichi Hara, Shunsuke Nakanotani, Carle M. Pieters: Possible lunar lava tube skylight observed by SELENE cameras. In: Geophysical Research Letters. 36. Jahrgang, Nr. 21, 12. November 2009, ISSN 0094-8276, doi:10.1029/2009gl040635 (englisch).